# فشرده‌سازی پودر سرامیکی
فشرده‌سازی پودرهای سرامیکی یک روش سرامیک‌سازی است که در آن مواد سرامیکی دانه‌ای از طریق متراکم‌سازی مکانیکی، با فشردن گرم یا سرد، منسجم می‌شوند. در فشرده‌سازی سرد قطعه سبز به‌دست آمده باید بعداً در یک کوره تف‌جوشی شود که باعث می‌شود ذرات به هم چسبیده و فرایند تراکم کامل شود. این فرایند موجب تولید بهینه قطعات با تلرانس بسته و حفره انقباضی کم می‌شود.این روش می‌تواند برای قطعات با اندازه و شکل مختلف استفاده شود.

## کاربرد
صنعت شکل‌دهی پودرهای فلزی و سرامیکی از دیرباز مورد توجه بوده و تحقیقات متعددی در این زمینه انجام شده است. هم‌اکنون نیز در خطوط تولید اتوماتیک از همان روش‌های قدیمی تنها با اندکی تغییر استفاده می‌شود. بسیاری از این روش‌ها مبتنی بر اصول و قوانین تجربی می‌باشد. البته صنعت سرامیک‌سازی به طور گسترده‌ای در جهان توسعه یافته است. سرامیک‌های پیشرفته برای فناوری‌های جدید، به ویژه کاربردهای حرارتی مکانیکی و زیست پزشکی بسیار مهم هستند. از آنجا که این فرایند امکان تولید کارآمد قطعات را در اندازه و شکل متنوع و با تلرانس نزدیک فراهم می‌کند، در صنعت کاربرد فراوان دارد. به عنوان مثال، سرامیک‌های ساختاری متالورژی، دارویی، سنتی و پیشرفته از جمله کاربردهای این محصول‌های سرامیکی هستند.

## روند تولید سرامیک
فشردن مواد پودری یکی از راه‌های شکل‌دهی مواد است که در آن ذرات ریز پودر به وسیله اعمال بار خارجی به هم می‌چسبند. چگونگی تراکم پودرها از لحاظ ساختاری به تغییرشکل‌های پلاستیک، سخت‌شوندگی، میزان چسبندگی ذرات پودر و از لحاظ هندسی به اندازه، شکل، چگونگی توزیع ذرات و مواد روان‌کننده، به منظور تسهیل حرکت داخلی ذرات در حین مراحل فشردن وابسته می‌باشد.
سرامیک را می‌توان با روش‌های مختلفی تشکیل داد که بسته به اینکه مواد اولیه شامل گاز، مایع یا جامد هستند، می‌توانند به سه گروه اصلی تقسیم شوند. نمونه‌هایی از روش‌های مربوط به گازها عبارتند از: انباشت بخار شیمیایی، اکسیداسیون فلز هدایت‌شده و پیوند واکنشی. نمونه‌هایی از روش‌های مربوط به مایعات عبارتند از: فرایند سل-ژل و تف‌کافت پلیمر. روش‌های بر پایه مواد جامد، به ویژه روش‌های پودری، در شکل‌گیری سرامیک غالب هستند و به طور گسترده‌ای در صنعت استفاده می‌شوند. ایجاد محصول سرامیکی با روش‌های پودری عموماً از مراحل زیر تشکیل می‌شود: تهیه پودر سرامیک، مخلوط‌سازی، فرم‌دهی سرد، تف‌جوشی و ارزیابی عملکرد محصول نهایی.

## مشکلات شکل‌دهی پودرهای سرامیکی

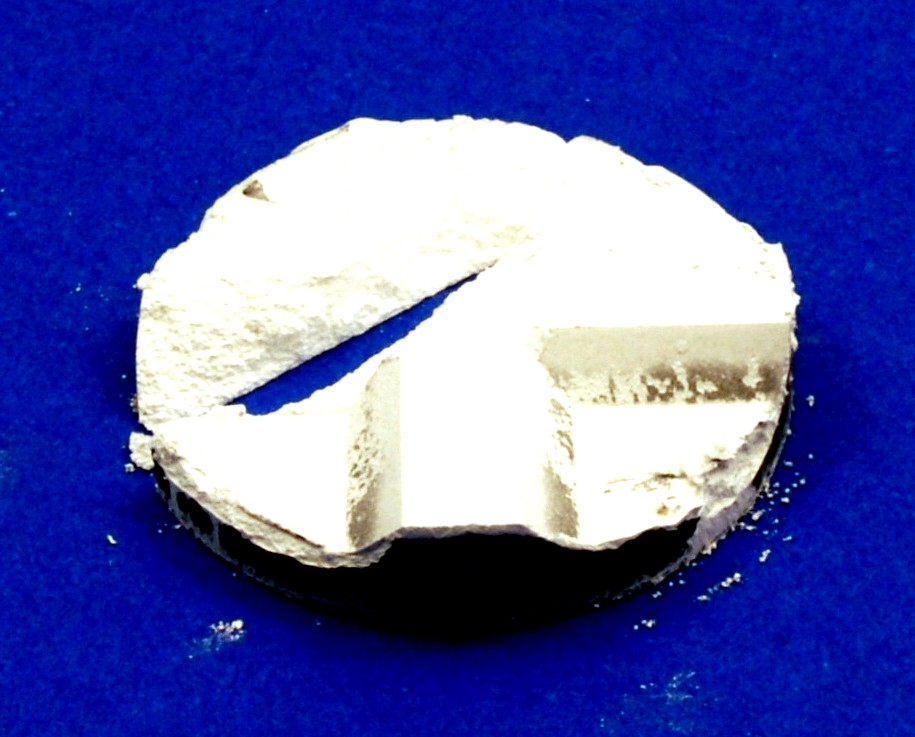
یک قطعه که با پودر آلومینا M KMS-96 تشکیل شده است پس از دفع قالب شکسته شده است.

مشخص است که عملکرد یک جز سرامیکی به شدت به روش تولید بستگی دارد. خصوصیات و فرآوری اولیه پودر، از جمله شکل‌دهی سرد و تف‌جوشی، تأثیر زیادی بر خصوصیات مکانیکی اجزا دارد زیرا ممکن است باعث ایجاد یک نقص در قطعه از جمله ترک‌های ریز، شیب تراکم و حفره در قطعات سبز و حتی سینترشده شود. مشخصات مکانیکی ماده جامد حاصل از شکل‌دهی سرد (اصطلاحاً «قطعه سبز (Green Part)») به شدت بر روند تف‌جوشی و در نتیجه خصوصیات مکانیکی قطعه نهایی تأثیر می‌گذارد.
بسیاری از مشکلات فنی و هنوز حل نشده در فرایند شکل‌گیری مواد سرامیکی به وجود می‌آیند. از یک طرف، قطعه متراکم باید پس از بیرون انداختن سالم باشد، باید بدون خرابی و اساساً عاری از نقص کلان باشد. از طرف دیگر، به خاطر طبیعت مختلف قطعات سبز همواره امکان انقباض موضعی هنگام سینتر و به وجود آمدن شیرینکیج وجود دارد.
نقص می‌تواند در هنگام فرایند متراکم‌سازی ایجاد شود. به عنوان مثال ممکن است کرنش‌های بسیار ناهمگن باعث ایجاد نقص در قطعه شوند یا به وجود آمدن این نقص‌ها از طریق خارج شدن قالب باشد. مطالعه دربارهٔ رفتار چگال‌سازی پودر سرامیکی تحت فشرده‌سازی قالبی سرد پیش از مرحله تف‌جوشی غالباً به روش سعی و خطا در آزمایشگاه وابسته شده‌است. اصطکاک بین پودر و دیواره قالب در طول فشرده‌سازی غالباً باعث به وجود آمدن تنش پسماند و چگال‌سازی ناهمگن در قطعات تولید شده می‌شود. ناهمگنی توزیع چگالی در فشرده‌سازی پودر منجر به غیر یکنواختی انقباض یا اعوجاج در طول فرایند تف‌جوشی می‌شود و درنتیجه کنترل شکل نهایی قطعات سرامیکی مشکل است. چگالی که در حین فشرده‌سازی سرد در پودرهای سرامیکی می‌توان به آن رسید در مقایسه با پودرهای فلزی نسبتاً پایینتر است، و سرامیک فشرده‌شده سپس دست‌خوش تغییر حجم قابل توجه در حین عملیات تف‌جوشی می‌شود. هم‌چنین اثرات توزیع ناهمگن چگالی و تنش پسماند در پودرهای سرامیکی فشرده شده در مقایسه با پودرهای فلزی فشرده شده از اهمیت بیشتری برخوردار است.
در حال حاضر، به دلیل اینکه فناوری‌های ساخت بیشتر از آنکه بر روش‌های منطقی و علمی مبتنی باشند بر فرایندهای تجربی مبتنی هستند، نرخ مردودسازی محصولات تولیدی بالا است. فناوری‌های صنعتی مربوط به تولید سرامیک، به ویژه محصولات کاشی و بهداشتی، مقدار زیادی مواد و انرژی را اتلاف می‌کند. در نتیجه، تنظیم مراحل تولید بسیار پرهزینه و زمانبر است و از نظر کیفیت قطعه نهایی هنوز بهینه نیست.

## مدل‌سازی فشرده‌سازی پودر
با توجه به مشکلات فشرده‌سازی پودر گفته شده و هم‌چنین با توجه به پرهزینه بودن آزمایش‌ها در تعیین بهترین شکل ابزار و شرایط شکل‌دهی و نیز به هدر رفتن مواد اولیه، کسب اطلاعات لازم از طریق مدلهای تئوری بسیار مهم می‌باشد؛ مدل‌ها و روش‌های کامپیوتری برای شبیه‌سازی مراحل شکل‌دهی پودرهای فلزی و سرامیکی نقش بسیار مهمی ایفا می‌کند. روش‌های گوناگونی برای شکل‌دهی مواد صنعتی وجود دارد که در آن تغییر شکل‌های بزرگ و پلاستیک وجود دارد. شبیه‌سازی تمامی این روش‌ها در قالب دو فرایند اصلی زیر صورت می‌پذیرد که با تغییر نوع مواد اولیه و شکل ابزار، بتوان اطلاعات لازم و مفید را استخراج نمود. در این راستا استفاده از مدل‌سازی عددی به صورت زیر می‌باشد:
- مدلسازی رفتار مواد در طی مراحل شکل‌دهی.
- دستیابی به الگوریتم عددی مناسب به منظور کسب جواب‌های واقعی برای فرایند فشرده‌سازی پودر.

بنابراین صنعت سرامیک علاقه زیادی به در دسترس بودن ابزاری دارد که قادر به مدل‌سازی و شبیه‌سازی فرایند تراکم پودر و بررسی نقص احتمالی در قطعه نهایی پس از پخت باشد. مدل‌سازی‌های فرایند با استفاده از آنالیزهای المان محدود برای بهینه‌سازی طراحی قالب، کمینه‌سازی فشار مورد نیاز برای پرس و گرادیان چگالی و کنترل شکل‌های نهایی قطعات سرامیکی می‌تواند مؤثر باشد. پروژه تحقیقاتی INTERCER2  با هدف توسعه توصیفات جدید برای پودرهای سرامیک و اجرای قوی‌تر آن با استفاده از مدل‌سازی عددی انجام شده است.

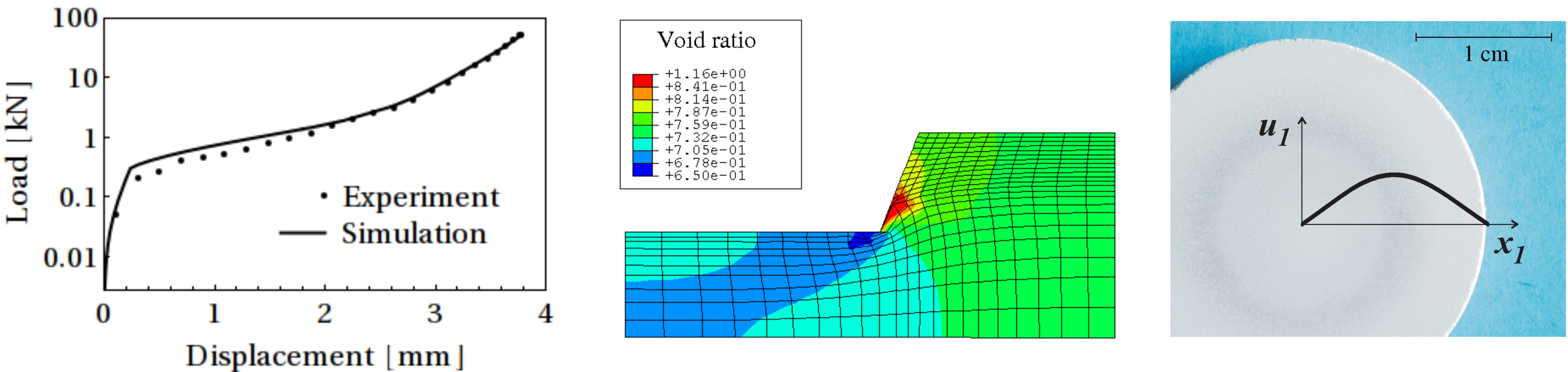
یک مدل مکانیکی که شکل‌گیری شکل‌گیری سرامیک را به درستی پیش‌بینی می‌کند: (چپ) منحنی بار برحسب جابجایی در هنگام فشار دادن سرد، (مرکز) نقشه چگالی در قطعه و (سمت راست) منطقه حلقوی تاریک در قطعه

مدلسازی عددی فرایند فشردن بر اساس رفتار مکانیکی پودر است و وقتی با داده‌های آزمایشگاهی تلفیق شود، می‌تواند به عنوان ابزاری قدرتمند که صرفه‌جویی اقتصادی و زمانی فراوانی دارد، تلقی شود. مدل‌های محاسباتی توسعه داده شده برای شبیه‌سازی فرایند شکل‌دهی پودر را می‌توان به دو دسته روش‌های میکرومکانیکی و ماکرومکانیکی تقسیم کرد. روش میکرومکانیکی ذرات پودر را به صورت کاملاً گسسته در نظر می‌گیرد و همه‌ی رفتارهای موضعی پودر از قبیل تماس پودر، لغزش، خردشدن و تجزیه و غیره را در نظر می‌گیرد. از طرف دیگر روشهای ماکرومکانیکی یا روش پیوسته رفتار کلی پودر را به وسیله ایده‌آل سازی توده پودر به عنوان یک ماده پیوسته فرض می‌کند.

فرایند سخت شدن در هنگام تراکم پودر هیدرواستاتیک که با سطح تسلیم Bigoni و Piccolroaz توصیف شده است.

### مدل‌سازی انتقال گرانول به حالت متراکم
در طی تراکم پودر سرد، یک ماده ریزدانه‌ای از طریق تراکم مکانیکی منسجم می‌شود، فرایندی که برای مدل‌سازی آن نیاز به توصیف انتقال یک گرانول به یک حالت متراکم و حتی کاملاً متراکم است. از آنجا که مواد دانه‌ای با خصوصیات مکانیکی تقریباً کاملاً متفاوت از نمونه‌های جامد متراکم مشخص می‌شوند، مدل‌سازی مکانیکی باید انتقال بین دو حالت کاملاً متفاوت ماده را توصیف کند. این یک چالش علمی است که توسط Piccolroaz از نقطه نظر تئوری انعطاف‌پذیری حل شده است.  نکته کلیدی در تجزیه و تحلیل آنها استفاده از «سطح تسلیم Bigoni و Piccolroaz» است. این مدل مکانیکی فرایند انتقال و تشکیل ماده متراکم از گرانول را توصیف می‌کند.